# Hyperaspidius bryanti
Hyperaspidius bryanti är en skalbaggsart som beskrevs av Nunenmacher 1948. Hyperaspidius bryanti ingår i släktet Hyperaspidius och familjen nyckelpigor. Inga underarter finns listade i Catalogue of Life.